# Молин Бјанко-Пјан д'Ушано (Арецо)
Молин Бјанко-Пјан д'Ушано је насеље у Италији у округу Арецо, региону Тоскана.
Према процени из 2011. у насељу је живело 59 становника. Насеље се налази на надморској висини од 424 м.